# British Home Championship
El British Home Championship (históricamente conocido como el Campeonato Internacional Británico) fue una competición de fútbol anual disputada entre los cuatro equipos nacionales del Reino Unido: Inglaterra, Escocia, Gales e Irlanda (el último de los cuales compitió como Irlanda del Norte a partir de finales de la década de 1950). Comenzando durante la temporada 1883–84, es el torneo de fútbol de asociación internacional más antiguo del mundo y se disputó hasta la temporada 1983–84, cuando desapareció después de 100 años.

## Historia
Durante los años 1880, el fútbol asociación comenzaba a expandirse por todo el Reino Unido de Gran Bretaña e Irlanda y ya contaba con la disputa de encuentros amistosos entre selecciones con una cierta regularidad. Por ese entonces, las cuatro asociaciones del Reino Unido jugaban sus encuentros con reglas levemente diferentes y por lo general el seleccionado que jugaba como local elegía sus reglas para el encuentro. A pesar de que los partidos se desarrollaban sin mayores problemas, en 1882 las Home Nations (las asociaciones del Reino Unido) formaron la International Football Association Board (IFAB), cuyo principal objetivo era crear un reglamento que pudiera ser utilizado por todas las asociaciones. El nuevo reglamento sería utilizado para el desarrollo del primer torneo de selecciones a nivel mundial: el British Home Championship.
De esta manera quedó definida la realización de la primera edición del campeonato, que se desarrollaría durante la temporada 1883-84 con las selecciones de las asociaciones nacionales británicas: la Scottish Football Association (Escocia), la Football Association of Wales (Gales), The Football Association (Inglaterra) y la Irish Football Association (Irlanda). Hasta que el fútbol se hizo disciplina olímpica en 1908, el campeonato se consideró como el más importante del mundo.[cita requerida]
En ocasiones el torneo contó como una fase de clasificación para otros torneos internacionales. El Home Championship fue un grupo clasificatorio europeo para las Copa Mundiales de 1950 y 1954. La clasificación para la Eurocopa 1968 abarcó dos temporadas consecutivas del torneo, valiendo cada una por una vuelta del grupo.
La última edición del campeonato fue en 1984, cuando se dio por culminado debido a diferentes motivos: la interferencia con los partidos de cada selección, particularmente de la Eurocopa y de la Copa del Mundo, el poco público en algunos partidos, el crecimiento del hooliganismo, la situación política de Irlanda del Norte y el deseo de Inglaterra y Escocia de enfrentar a rivales más competitivos. Paradójicamente, la última edición del torneo fue ganada por uno de los equipos que ingleses y escoceses consideraban inferiores: Irlanda del Norte.
Culminado el torneo, las selecciones de Inglaterra y Escocia iniciaron su propio torneo, la Rous Cup. Dicho torneo enfrentaba a ambas selecciones y a una tercera sudamericana en años posteriores, pero se extendería por pocas temporadas.
Recientemente se ha celebrado un campeonato a vuelta única con los cuatro mejores de la liga de primera división de la temporada inmediatamente anterior de los siguientes países:
- (Scottish Football Association)
- (Football Association of Wales)
- (The Football Association)
- (Irish Football Association)
- (Irish Football Association)

Y los 4 mejores de esta liga por sorteo ante notario disputan semifinales y final.

## Forma de disputa

### Equipos participantes
- Escocia (Scottish Football Association)
- Gales (Football Association of Wales)
- Inglaterra (The Football Association)
- Irlanda (Irish Football Association) desde 1883-1884 a 1949-1950
- Irlanda del Norte (Irish Football Association) desde 1950-1951 a 1983-1984

Originalmente el representante irlandés estaba compuesto por jugadores de toda la isla de Irlanda, regida por la Irish Football Association. En 1921 se creó un órgano escindido de la IFA llamado Football Association of the Irish Free State, el cual regularía el fútbol en el Estado Libre Irlandés. A pesar de la división la selección de la IFA continuó utilizando jugadores de toda Irlanda hasta 1950, cuando la FIFA determinó que podría utilizar únicamente jugadores de Irlanda del Norte.

### Formato
Entre finales de cada año y comienzos del siguiente, las cuatro asociaciones de fútbol del Reino Unido disputaban una liguilla bajo el sistema de todos-contra-todos a una sola vuelta. En definitiva, cada equipo disputaba 3 encuentros, totalizando 6 encuentros por torneo. Si un equipo disputaba un solo encuentro de local, a la temporada siguiente tendría derecho a 2 encuentros para jugar en casa. Si fuesen 2, al año siguiente sería un encuentro de local. Existieron algunas excepciones a esta regla: en 1971-1972, 1973-1974 y 1975-1976, Irlanda del Norte no disputó encuentros como local debido al conflicto norirlandés de la época.
Por cada partido ganado se obtenían 2 puntos, un punto por partido empatado y ningún punto por partido perdido. Si un equipo sumaba más puntos que los demás a lo largo del torneo, se coronaba campeón. Si había empate en puntos, la posición en cuestión era compartida, así como el título en caso de ser el primer puesto. A partir de la temporada 1978-1979 la posición de los equipos se definiría por diferencia de goles (goles a favor menos goles en contra) en caso de haber igualdad en puntos.

## Lista de campeones
| Año                    | Primero                                          | Segundo                                          | Tercero                                          | Cuarto                                           |
| ---------------------- | ------------------------------------------------ | ------------------------------------------------ | ------------------------------------------------ | ------------------------------------------------ |
| 1883-1884              | Escocia (1)                                      | Inglaterra                                       | Gales                                            | Irlanda                                          |
| 1884-1885              | Escocia (2)                                      | Inglaterra                                       | Gales                                            | Irlanda                                          |
| 1885-1886              | Escocia (3)                                      | Inglaterra (1)                                   | Gales                                            | Irlanda                                          |
| 1886-1887              | Escocia (4)                                      | Inglaterra                                       | Irlanda                                          | Gales                                            |
| 1887-1888              | Inglaterra (2)                                   | Escocia                                          | Gales                                            | Irlanda                                          |
| 1888-1889              | Escocia (5)                                      | Inglaterra                                       | Gales                                            | Irlanda                                          |
| 1889-1890              | Escocia (6)                                      | Inglaterra (3)                                   | Gales                                            | Irlanda                                          |
| 1890-1891              | Inglaterra (4)                                   | Escocia                                          | Irlanda                                          | Gales                                            |
| 1891-1892              | Inglaterra (5)                                   | Escocia                                          | Gales                                            | Irlanda                                          |
| 1892-1893              | Inglaterra (6)                                   | Escocia                                          | Irlanda                                          | Gales                                            |
| 1893-1894              | Escocia (7)                                      | Inglaterra                                       | Gales                                            | Irlanda                                          |
| 1894-1895              | Inglaterra (7)                                   | Escocia                                          | Gales                                            | Irlanda                                          |
| 1895-1896              | Escocia (8)                                      | Inglaterra                                       | Gales                                            | Irlanda                                          |
| 1896-1897              | Escocia (9)                                      | Inglaterra                                       | Irlanda                                          | Gales                                            |
| 1897-1898              | Inglaterra (8)                                   | Escocia                                          | Irlanda                                          | Gales                                            |
| 1898-1899              | Inglaterra (9)                                   | Escocia                                          | Irlanda                                          | Gales                                            |
| 1899-1900              | Escocia (10)                                     | Gales                                            | Inglaterra                                       | Irlanda                                          |
| 1900-1901              | Inglaterra (10)                                  | Escocia                                          | Gales                                            | Irlanda                                          |
| 1901-1902              | Escocia (11)                                     | Inglaterra                                       | Irlanda                                          | Gales                                            |
| 1902-1903              | Escocia (12)                                     | Inglaterra (11)                                  | Irlanda (1)                                      | Gales                                            |
| 1903-1904              | Inglaterra (12)                                  | Irlanda                                          | Escocia                                          | Gales                                            |
| 1904-1905              | Inglaterra (13)                                  | Gales                                            | Escocia                                          | Irlanda                                          |
| 1905-1906              | Escocia (13)                                     | Inglaterra (14)                                  | Gales                                            | Irlanda                                          |
| 1906-1907              | Gales (1)                                        | Inglaterra                                       | Escocia                                          | Irlanda                                          |
| 1907-1908              | Escocia (14)                                     | Inglaterra (15)                                  | Irlanda                                          | Gales                                            |
| 1908-1909              | Inglaterra (16)                                  | Gales                                            | Escocia                                          | Irlanda                                          |
| 1909-1910              | Escocia (15)                                     | Inglaterra                                       | Irlanda                                          | Gales                                            |
| 1910-1911              | Inglaterra (17)                                  | Escocia                                          | Gales                                            | Irlanda                                          |
| 1911-1912              | Escocia (16)                                     | Inglaterra (18)                                  | Irlanda                                          | Gales                                            |
| 1912-1913              | Inglaterra (19)                                  | Escocia                                          | Gales                                            | Irlanda                                          |
| 1913-1914              | Irlanda (2)                                      | Escocia                                          | Inglaterra                                       | Gales                                            |
| 1914-1915              | No se disputó por la Primera Guerra Mundial      | No se disputó por la Primera Guerra Mundial      | No se disputó por la Primera Guerra Mundial      | No se disputó por la Primera Guerra Mundial      |
| 1915-1916              | No se disputó por la Primera Guerra Mundial      | No se disputó por la Primera Guerra Mundial      | No se disputó por la Primera Guerra Mundial      | No se disputó por la Primera Guerra Mundial      |
| 1916-1917              | No se disputó por la Primera Guerra Mundial      | No se disputó por la Primera Guerra Mundial      | No se disputó por la Primera Guerra Mundial      | No se disputó por la Primera Guerra Mundial      |
| 1917-1918              | No se disputó por la Primera Guerra Mundial      | No se disputó por la Primera Guerra Mundial      | No se disputó por la Primera Guerra Mundial      | No se disputó por la Primera Guerra Mundial      |
| 1918-1919              | No se disputó por la Primera Guerra Mundial      | No se disputó por la Primera Guerra Mundial      | No se disputó por la Primera Guerra Mundial      | No se disputó por la Primera Guerra Mundial      |
| 1919-1920              | Gales (2)                                        | Escocia                                          | Inglaterra                                       | Irlanda                                          |
| 1920-1921              | Escocia (17)                                     | Gales                                            | Inglaterra                                       | Irlanda                                          |
| 1921-1922              | Escocia (18)                                     | Gales                                            | Inglaterra                                       | Irlanda                                          |
| 1922-1923              | Escocia (19)                                     | Inglaterra                                       | Irlanda                                          | Gales                                            |
| 1923-1924              | Gales (3)                                        | Escocia                                          | Irlanda                                          | Inglaterra                                       |
| 1924-1925              | Escocia (20)                                     | Inglaterra                                       | Gales                                            | Irlanda                                          |
| 1925-1926              | Escocia (21)                                     | Irlanda                                          | Gales                                            | Inglaterra                                       |
| 1926-1927              | Escocia (22)                                     | Inglaterra (20)                                  | Gales                                            | Irlanda                                          |
| 1927-1928              | Gales (4)                                        | Irlanda                                          | Escocia                                          | Inglaterra                                       |
| 1928-1929              | Escocia (23)                                     | Inglaterra                                       | Gales                                            | Irlanda                                          |
| 1929-1930              | Inglaterra (21)                                  | Escocia                                          | Irlanda                                          | Gales                                            |
| 1930-1931              | Escocia (24)                                     | Inglaterra (22)                                  | Gales                                            | Irlanda                                          |
| 1931-1932              | Inglaterra (23)                                  | Escocia                                          | Irlanda                                          | Gales                                            |
| 1932-1933              | Gales (5)                                        | Escocia                                          | Inglaterra                                       | Irlanda                                          |
| 1933-1934              | Gales (6)                                        | Inglaterra                                       | Irlanda                                          | Escocia                                          |
| 1934-1935              | Escocia (25)                                     | Inglaterra (24)                                  | Gales                                            | Irlanda                                          |
| 1935-1936              | Escocia (26)                                     | Gales                                            | Inglaterra                                       | Irlanda                                          |
| 1936-1937              | Gales (7)                                        | Escocia                                          | Inglaterra                                       | Irlanda                                          |
| 1937-1938              | Inglaterra (25)                                  | Escocia                                          | Irlanda                                          | Gales                                            |
| 1938-1939              | Escocia (27)                                     | Gales (8)                                        | Inglaterra (26)                                  | Irlanda                                          |
| 1939-1940              | No se disputó por la Segunda Guerra Mundial      | No se disputó por la Segunda Guerra Mundial      | No se disputó por la Segunda Guerra Mundial      | No se disputó por la Segunda Guerra Mundial      |
| 1940-1941              | No se disputó por la Segunda Guerra Mundial      | No se disputó por la Segunda Guerra Mundial      | No se disputó por la Segunda Guerra Mundial      | No se disputó por la Segunda Guerra Mundial      |
| 1941-1942              | No se disputó por la Segunda Guerra Mundial      | No se disputó por la Segunda Guerra Mundial      | No se disputó por la Segunda Guerra Mundial      | No se disputó por la Segunda Guerra Mundial      |
| 1942-1943              | No se disputó por la Segunda Guerra Mundial      | No se disputó por la Segunda Guerra Mundial      | No se disputó por la Segunda Guerra Mundial      | No se disputó por la Segunda Guerra Mundial      |
| 1943-1944              | No se disputó por la Segunda Guerra Mundial      | No se disputó por la Segunda Guerra Mundial      | No se disputó por la Segunda Guerra Mundial      | No se disputó por la Segunda Guerra Mundial      |
| 1944-1945              | No se disputó por la Segunda Guerra Mundial      | No se disputó por la Segunda Guerra Mundial      | No se disputó por la Segunda Guerra Mundial      | No se disputó por la Segunda Guerra Mundial      |
| 1945-1946 (no oficial) | Escocia (27)                                     | Irlanda                                          | Inglaterra                                       | Gales                                            |
| 1946-1947              | Inglaterra (27)                                  | Irlanda                                          | Escocia                                          | Gales                                            |
| 1947-1948              | Inglaterra (28)                                  | Gales                                            | Irlanda                                          | Escocia                                          |
| 1948-1949              | Escocia (28)                                     | Inglaterra                                       | Gales                                            | Irlanda                                          |
| 1949-1950              | Inglaterra (29)                                  | Escocia                                          | Gales                                            | Irlanda                                          |
| 1950-1951              | Escocia (29)                                     | Inglaterra                                       | Gales                                            | Irlanda del Norte                                |
| 1951-1952              | Gales (9)                                        | Inglaterra (30)                                  | Escocia                                          | Irlanda del Norte                                |
| 1952-1953              | Escocia (30)                                     | Inglaterra (31)                                  | Gales                                            | Irlanda del Norte                                |
| 1953-1954              | Inglaterra (32)                                  | Escocia                                          | Irlanda del Norte                                | Gales                                            |
| 1954-1955              | Inglaterra (33)                                  | Escocia                                          | Gales                                            | Irlanda del Norte                                |
| 1955-1956              | Escocia (31)                                     | Gales (10)                                       | Inglaterra (34)                                  | Irlanda del Norte (3)                            |
| 1956-1957              | Inglaterra (35)                                  | Escocia                                          | Gales                                            | Irlanda del Norte                                |
| 1957-1958              | Inglaterra (36)                                  | Irlanda del Norte (4)                            | Escocia                                          | Gales                                            |
| 1958-1959              | Inglaterra (37)                                  | Irlanda del Norte (5)                            | Escocia                                          | Gales                                            |
| 1959-1960              | Escocia (32)                                     | Gales (11)                                       | Inglaterra (38)                                  | Irlanda del Norte                                |
| 1960-1961              | Inglaterra (39)                                  | Gales                                            | Escocia                                          | Irlanda del Norte                                |
| 1961-1962              | Escocia (33)                                     | Gales                                            | Inglaterra                                       | Irlanda del Norte                                |
| 1962-1963              | Escocia (34)                                     | Inglaterra                                       | Gales                                            | Irlanda del Norte                                |
| 1963-1964              | Escocia (35)                                     | Inglaterra (40)                                  | Irlanda del Norte (6)                            | Gales                                            |
| 1964-1965              | Inglaterra (41)                                  | Gales                                            | Escocia                                          | Irlanda del Norte                                |
| 1965-1966              | Inglaterra (42)                                  | Irlanda del Norte                                | Escocia                                          | Gales                                            |
| 1966-1967              | Escocia (36)                                     | Inglaterra                                       | Gales                                            | Irlanda del Norte                                |
| 1967-1968              | Inglaterra (43)                                  | Escocia                                          | Gales                                            | Irlanda del Norte                                |
| 1968-1969              | Inglaterra (44)                                  | Escocia                                          | Irlanda del Norte                                | Gales                                            |
| 1969-1970              | Escocia (37)                                     | Gales (12)                                       | Inglaterra (45)                                  | Irlanda del Norte                                |
| 1970-1971              | Inglaterra (46)                                  | Irlanda del Norte                                | Gales                                            | Escocia                                          |
| 1971-1972              | Escocia (38)                                     | Inglaterra (47)                                  | Irlanda del Norte                                | Gales                                            |
| 1972-1973              | Inglaterra (48)                                  | Irlanda del Norte                                | Escocia                                          | Gales                                            |
| 1973-1974              | Escocia (39)                                     | Inglaterra (49)                                  | Gales                                            | Irlanda del Norte                                |
| 1974-1975              | Inglaterra (50)                                  | Escocia                                          | Irlanda del Norte                                | Gales                                            |
| 1975-1976              | Escocia (40)                                     | Inglaterra                                       | Gales                                            | Irlanda del Norte                                |
| 1976-1977              | Escocia (41)                                     | Gales                                            | Inglaterra                                       | Irlanda del Norte                                |
| 1977-1978              | Inglaterra (51)                                  | Gales                                            | Escocia                                          | Irlanda del Norte                                |
| 1978-1979              | Inglaterra (52)                                  | Gales                                            | Escocia                                          | Irlanda del Norte                                |
| 1979-1980              | Irlanda del Norte (7)                            | Inglaterra                                       | Gales                                            | Escocia                                          |
| 1980-1981              | Abandonado por el Conflicto de Irlanda del Norte | Abandonado por el Conflicto de Irlanda del Norte | Abandonado por el Conflicto de Irlanda del Norte | Abandonado por el Conflicto de Irlanda del Norte |
| 1981-1982              | Inglaterra (53)                                  | Escocia                                          | Gales                                            | Irlanda del Norte                                |
| 1982-1983              | Inglaterra (54)                                  | Escocia                                          | Irlanda del Norte                                | Gales                                            |
| 1983-1984              | Irlanda del Norte (8)                            | Gales                                            | Inglaterra                                       | Escocia                                          |

    : los equipos compartieron el título.
    : los equipos empataron en la posición del ubicado a la izquierda.
1. ↑  «FAI History: 1921 - 1930». Sitio oficial de la FAI. Consultado el 13 de junio de 2008.
2. ↑  El encuentro entre Escocia e Inglaterra fue anulado luego de ser suspendido a los 51' (1-1) por el desastre de Ibrox. Días después se repitió el encuentro (2-2).
3. ↑  El torneo valió por el grupo 1 de la clasificación europea para la Copa Mundial de Fútbol de 1950.
4. ↑  El torneo valió por el grupo 3 de la clasificación europea para la Copa Mundial de Fútbol de 1954.
5. ↑  El torneo valió por la primera vuelta del grupo 8 de la clasificación para la Eurocopa 1968.
6. ↑  El torneo valió por la segunda vuelta del grupo 8 de la clasificación para la Eurocopa 1968.

## Estadísticas

### Títulos por equipo
| Selección                  | Sin compartir | Compartido-2 | Compartido-3 | Compartido-4 | Total |
| -------------------------- | ------------- | ------------ | ------------ | ------------ | ----- |
| Inglaterra                 | 34            | 14           | 5            | 1            | 54    |
| Escocia                    | 24            | 11           | 5            | 1            | 41    |
| Gales                      | 7             | 1            | 3            | 1            | 12    |
| Irlanda / Irlanda de Norte | 3             | 2            | 2            | 1            | 8     |

### Tabla histórica
| # | Selección                  | PJ* | PG  | PE | PP  | GF  | GC  | Dif  | Pts |
| - | -------------------------- | --- | --- | -- | --- | --- | --- | ---- | --- |
| 1 | Inglaterra                 | 266 | 161 | 56 | 49  | 661 | 282 | 379  | 378 |
| 2 | Escocia                    | 267 | 141 | 57 | 69  | 574 | 342 | 232  | 339 |
| 3 | Gales                      | 266 | 70  | 62 | 134 | 360 | 545 | -185 | 202 |
| 4 | Irlanda / Irlanda de Norte | 265 | 48  | 49 | 168 | 284 | 710 | -426 | 145 |

(*): en 1980-81 no se disputaron los partidos Irlanda del Norte-Inglaterra e Irlanda del Norte-Gales.